# Astete (apellido)
Los Astete son de un antiguo linaje vasco-castellano. El origen etimológico del apellido Astete es del idioma vasco: "Aste" posiblemente una variación de "Arte", significa encina, y "ete" es un sufijo para cerca, localización. Las más probables ubicaciones originales, anteriores al siglo XVI, son las regiones de influencia vasca inmemorial de la Castilla medieval, especialmente en La Bureba, la montaña burgalesa y La Rioja, antiguos territorios de la Provincia de Burgos. Los primeros registros oficiales ocurren en La Rioja (Santo Domingo de la Calzada), en la Provincia de Valladolid (Valladolid, Barcial de la Loma, Fuensaldaña y Tudela de Duero) y en la Provincia de Burgos (Quintanaélez y Miraveche). Fueron hidalgos y tuvieron Casas Solares en Quintanaélez (Burgos), Valladolid y Salamanca. Pasaron por primera vez a América en el siglo XVI. Hoy se encuentran principalmente en Perú (la rama más antigua), Chile, Bolivia, Argentina, Brasil, México y Estados Unidos. En España el apellido es muy poco corriente actualmente: la mayoría de los Astete españoles descienden de la rama que se asentó en Sevilla, Zahara de la Sierra y Grazalema (donde llegaron entre los siglos XVII y XVIII) y reside en la provincia de Cádiz en Andalucía. La variante "Estete" es posiblemente riojana, pero ocurrió de forma esporádica o como producto de error ortográfico en otras provincias españolas.